# Marek Siwiec (Politiker, 1955)

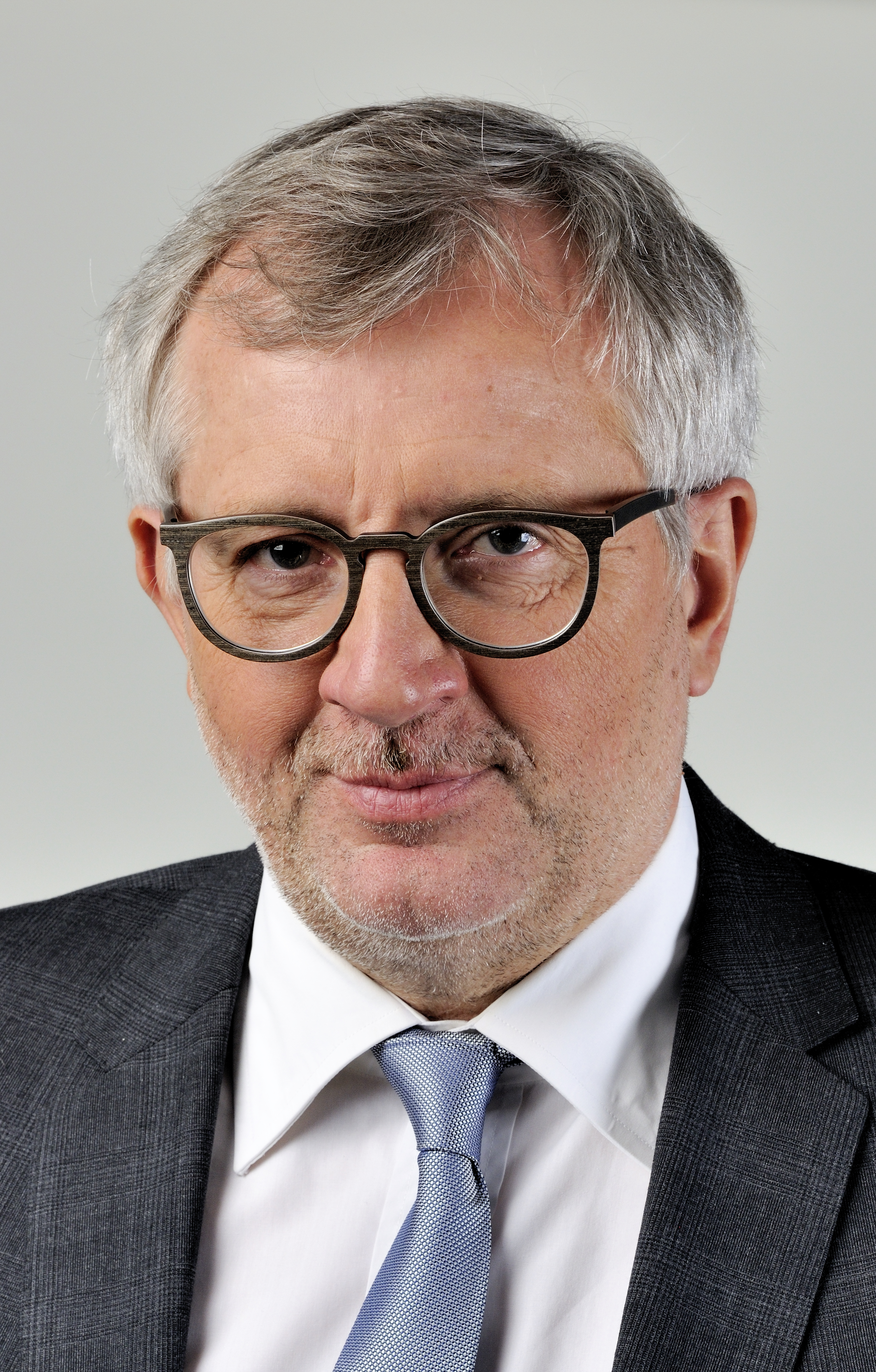
Marek Siwiec (2014)

Marek Maciej Siwiec (* 13. März 1955 in Piekary Śląskie) ist ein polnischer Politiker (SLD, Twój Ruch). Von 1991 bis 1997 war er Abgeordneter des Sejm in der I. und II. Wahlperiode und von 2004 bis 2014 Abgeordneter im Europäischen Parlament, dessen stellvertretender Vorsitzender er zwischen 2007 und 2009 war.

## Politischer Werdegang
Siwiec studierte zunächst Physik an der Akademie für Bergbau und Hüttenwesen in Krakau, anschließend zusätzlich Journalistik. 1977 trat er in die Polnische Vereinigte Arbeiterpartei (PZPR) ein. Zwischen 1987 und 1990 war er zudem als Chefredakteur der Wochenzeitschrift „ITD“ tätig.
Nach dem politischen Umbruch fungierte er als Mitbegründer der Partei Sozialdemokratie der Republik Polen (SdRP) und war außerdem erster Chefredakteur der Tageszeitung „Trybuna“. Gleichzeitig war er von 1991 bis 1997 Abgeordneter im Sejm, einer der beiden Kammern des polnischen Parlaments. Dabei wurde er bei der ersten freien Sejmwahl 1991 und der Parlamentswahl 1993 in der Woiwodschaft Kalisz gewählt. Ab 1996 war er des Weiteren als Staatssekretär in der Kanzlei des Staatspräsidenten und 1997 Chef des Büros für Nationale Sicherheit tätig. Von 2007 bis 2012 hatte er den Posten des stellvertretenden Vorsitzenden des Sojusz Lewicy Demokratycznej (SLD) inne.
Für Aufsehen sorgte Siwiec 1997, als er nach der Landung seines Hubschraubers in Kalisz in Anwesenheit des damaligen Präsidenten Aleksander Kwaśniewski vor laufenden Kameras niederkniete und den Rasen küsste. Die scherzhaft gemeinte Geste wurde von konservativen Politikern als Papstlästerung angeprangert.
Nach dem Beitritt Polens zur Europäischen Union wurde Siwiec 2004 mit 36.985 Stimmen ins Europäische Parlament gewählt, 2009 sicherte er sein Mandat mit nunmehr 64.976 Stimmen. 2014 trat er für die Twój Ruch an, die aber an der 5-%-Hürde scheiterte. Damit schied er aus dem Europäischen Parlament aus.
Zwischen 2013 und 2014 unterstützte Siwiec zusammen mit Aleksander Kwaśniewski und Janusz Palikot die parteiübergreifende politische Initiative Europa Plus. Seit 2014 war er stellvertretender Vorsitzender der Partei Twój Ruch, aus der er 2015 austrat.
Er gehört zu den 89 Personen aus der Europäischen Union, gegen die Russland im Mai 2015 ein Einreiseverbot verhängt hat.
Nach dem Ende seiner politischen Karriere wurde er 2017 Leiter der Gedenkstätte Babyn Jar.
Siwiec lebt in Warschau.

## Ehrungen
- 1996 Offizier der Ehrenlegion
- 1997 Großkreuz des Ordens des litauischen Großfürsten Gediminas
- 1997 Großkreuz des Verdienstordens der Italienischen Republik
- 1997 Großkreuz des portugiesischen Verdienstordens
- 1998 Belgischer Leopoldsorden
- 1999 Komandoria Missio Reconciliationis
- 2002 Orden des Marienland-Kreuzes II. Klasse
- 2003 Großkreuz des Ordens für Verdienste um Litauen
- 2004 Royal Victorian Order
- 2004 Orden des Fürsten Jaroslaw des Weisen III. Klasse